# Punt excepcional
En física quàntica, els punts excepcionals són singularitats a l'espai de paràmetres on dos o més estats propis (valors propis i vectors propis) es coalescen. Aquests punts apareixen en sistemes dissipatius, cosa que fa que l'hamiltonià que descriu el sistema no sigui hermitià.

## Fotònica
Les pèrdues en sistemes fotònics són una característica utilitzada per estudiar la física no hermitiana. Afegir no-hermiticitat (com ara dicroisme) als sistemes fotònics que presenten punts de Dirac transforma aquests punts de degeneració en parells de punts excepcionals. Això s'ha demostrat experimentalment en nombrosos sistemes fotònics com ara microcavitats i cristalls fotònics. La primera demostració de punts excepcionals la va fer Woldemar Voigt el 1902 per a modes òptics en cristalls.

## Fidelitat i susceptibilitat a la fidelitat
En la física de la matèria condensada i de molts cossos, la fidelitat s'utilitza sovint per detectar transicions de fase quàntiques en l'espai de paràmetres. La definició de fidelitat és el producte intern de les funcions d'ona de l'estat fonamental de dos punts adjacents en l'espai de paràmetres, {\displaystyle F=|\langle \psi _{0}(\lambda )|\psi _{0}(\lambda +\epsilon )\rangle |^{2}}, on {\displaystyle \epsilon } és una quantitat petita. Després de l'expansió de la sèrie, {\displaystyle F=1-\chi _{F}\epsilon ^{2}+{\mathcal {O}}(\epsilon ^{3})}, el terme de correcció de primer ordre de la fidelitat és zero, i el coeficient del terme de correcció de segon ordre s'anomena susceptibilitat de fidelitat. La susceptibilitat de fidelitat divergeix cap a l'infinit positiu a mesura que els paràmetres s'acosten al punt de transició de fase quàntica.
{\displaystyle \lim _{\lambda \to \lambda _{\mathrm {QCP} }}\mathbb {Re} \chi _{F}=\infty }
Per als punts excepcionals dels sistemes quàntics no hermitians, després de generalitzar adequadament la definició de fidelitat,
{\displaystyle F=\langle \psi _{0}^{L}(\lambda )|\psi _{0}^{R}(\lambda +\epsilon )\rangle \langle \psi _{0}^{L}(\lambda +\epsilon )|\psi _{0}^{R}(\lambda )\rangle }
La part real de la susceptibilitat de fidelitat divergeix cap a l'infinit negatiu quan els paràmetres s'acosten als punts excepcionals.
{\displaystyle \lim _{\lambda \to \lambda _{\mathrm {EP} }}\mathbb {Re} \chi _{F}=-\infty }
Per a sistemes quàntics no hermitians amb simetria PT, la fidelitat es pot utilitzar per analitzar si els punts excepcionals són d'ordre superior. Molts mètodes numèrics com l'algoritme de Lanczos, el Grup de Renormalització de Matrius de Densitat (DMRG) i altres algoritmes de xarxa tensorial són relativament fàcils de calcular només per a l'estat fonamental, però presenten moltes dificultats per calcular els estats excitats. Com que la fidelitat només requereix els càlculs de l'estat fonamental, aquest enfocament permet que la majoria dels mètodes numèrics analitzin sistemes no hermitians sense estats excitats i trobin el punt excepcional, així com determinin si es tracta d'un punt excepcional d'ordre superior.